# Цинцарски језик
Цинцарски, армански, аромунски, армањски (Limba armãneascã) или влашки језик (Воурба влаха), још познат као македон-армански језик, један је од најстаријих неолатинских језика. Близак је румунском језику, али се од њега разликује по томе што на њега нису јаче утицали мађарски и словенски језици, већ највише грчки језик.
Њиме говори око 260.000 људи, од тога 200.000 у Грчкој, 50.000 у Албанији и 9.208 у Северној Македонији. Око 27.000 Цинцара је емигрирало у Румунију, углавном у северну Добруџу. Цинцарска заједница има своје језгро у северном делу Пиндских планина у Грчкој, са традиционалним центром у граду Мецовон.
Најстарији документ који упућује на постојање цинцарског језика као дериват латинског потиче из 587. Први потврђени натпис на цинцарском је натпис на икони из 1731. године.
За писање се користи латински и грчки алфабет.

## Пример текста
Члан 1 Универзалне декларације о људским правима:
-{Tuti iatsãli umineshtsã s-fac liberi shi egali la nãmuzea shi-ndrepturli. 
Eali suntu hãrziti cu fichiri shi sinidisi shi lipseashti un cu alantu sh-si 
poartã tu duhlu-a frãtsãljiljei.}-

### Основни изрази
- - да
- - не
- - добар дан
- - говорите ли српски?
- - хвала